# 各務西町
各務西町（かかみにしまち）は、岐阜県各務原市の地名。現行行政町名は各務西町一丁目から六丁目。

## 地理
各務原市の東部の鵜沼地区に属し、鵜沼地区の西部（旧・各務村）の地域である。各務山の北麓の地域である。
町域の東部は各務おがせ町、西部は蘇原中央町、蘇原坂井町、南部は鵜沼三ツ池町、各務山の前町、各務山一丁目、北部は各務おがせ町、蘇原新生町、各務船山町に接する。
地名は旧来の各務村の「西組」に因む。
道路
- 県道205号長森各務原線（おがせ街道）
- 県道17号江南関線

## 歴史
各務原市発足後、この地域は各務の一部であった。1977年（昭和52年）5月13日に各務の一部をもって各務西町を設置する。
2023年（令和5年）1月、工業団地の「テックフォルテ各務原」造成に伴い、各務西町四丁目の一部および各務山の前町一丁目の一部をもって各務山一丁目を設置する。

## 世帯数と人口
2024年（令和6年）10月1日現在の世帯数と人口は以下の通りである。尚、各務原市の統計上、各務西町の世帯数・人口数は各務、及びテクノプラザを合わせて記述する。また、各務西町一丁目の世帯数・人口数は各務、及びテクノプラザ三丁目を合わせて記述する。尚、2020年10月時点での各務の世帯数・人口数は4世帯128人、テクノプラザ三丁目の世帯数・人口数は0世帯0人である。
| 丁目                                     | 世帯数  | 人口  |
| ---------------------------------------- | ------- | ----- |
| 各務西町一丁目、各務、テクノプラザ三丁目 | 53世帯  | 127人 |
| 各務西町二丁目                           | 67世帯  | 180人 |
| 各務西町三丁目                           | 20世帯  | 45人  |
| 各務西町四丁目                           | 63世帯  | 162人 |
| 各務西町五丁目                           | 46世帯  | 119人 |
| 各務西町六丁目                           | 44世帯  | 120人 |
| 計                                       | 293世帯 | 753人 |

## 小・中学校の学区
市立小・中学校に通う場合、学区は以下の通りとなる。尚、各務西町は自治会の各務西組第1（各務西町一・二・四・五丁目にほぼ該当）、各務西組第2（各務西町三・六丁目にほぼ該当）で通学する小中学校が異なる。
| 番・番地等  | 小学校               | 中学校               |
| ----------- | -------------------- | -------------------- |
| 各務西組第1 | 各務原市立中央小学校 | 各務原市立中央中学校 |
| 各務西組第2 | 各務原市立各務小学校 | 各務原市立鵜沼中学校 |

## 主な施設
- 各務原市立中央小学校
- 各務原市立中央中学校
- 認定こども園 だいち
- 温井公民館
- 西組公民館
- JAぎふ葬祭センター事務所
- 岐阜バス各務原営業所（各務西町営業所）
- 禅黙寺
- 金山寺（金山禅寺）
- 金山神社（金山荒神社）
- 神明神社（一丁目）
- 神明神社（二丁目）
- 神明神社（三丁目）

## 交通機関
- 岐阜バス尾崎団地線（一部）
- 各務原市ふれあいバス稲羽西線
- テクノライナー